# معركة بورنيو (1941–1942)
```
معركة بورنيو
 كانت حملة ناجحة شنتها القوات اليابانية الإمبراطورية للسيطرة على 
جزيرة بورنيو
، وتركزت أساسًا في إخضاع 
مملكة سراوق
 
وبروناي
 وبورنيو الشمالية والجزء الغربي من 
كليمنتان
 الذي كان جزءًا من الهند الشرقية الهولندية. الوحدة اليابانية الرئيسة في تلك المهمة كانت لواء المشاة الخامس والثلاثين، تحت قيادة اللواء كيوتاكي كاواغوتشي.
```

## السياق التاريخي
في عام 1941 انقسمت بورنيو بين الهند الشرقية الهولندية والمحميات البريطانية (بورنيو الشمالية وسراوق وبروناي) ومستعمرات التاج (لابوان).
حكمت أسرة بروك مملكة سراوق (الواقعة في شمال غرب بورنيو) لمدة قرن. كانت هذه الأسرة تعرف باسم سلالة الملوك البيض (White Rajahs). في البداية كانوا يحكمون المملكة تحت قيادة بروناي (كانت حينئذ ولاية صغيرة جدًّا، على رغم قوتها، وكانت واقعة داخل حدود مملكة سراوق). وحكمت أسرة بروك ممكلة سراوق أيضا في عام 1888 بوصفها محمية تابعة للإمبراطورية البريطانية .كان شمال غرب الجزيرة يتكون من بورنيو الشمالية، ومنذ عام 1882 صار محمية بريطانية أخرى تحت حكم شركة بورنيو الشمالية البريطانية. خارجها كانت تقبع مستعمرة لابوان الصغيرة التابعة للتاج البريطاني.
كان باقي الجزيرة (التي تعرف باسم كليمنتان) واقعة تحت الحكم الهولندي. في عام 1940 غزت ألمانيا النازية هولندا. لكن القوات الهولندية الحرة (المكونة من البحرية الهولندية الملكية وجيش الهند الشرقية الهولندية الملكي، الذي كان تعداده 85 ألفًا (اختصاره: KNIL، وكان يضم وحدة خدمة جوية صغيرة)– قاومت الغزو الألماني وانتشرت في جميع أنحاء جزر الهند الشرقية الهولندية، وبحلول ديسمبر عام 1941 انضمت القوات الهولندية الحرة إلى تحالف مشترك كان بدائيا وفوضويا إلى حد ما، عرف باسم «القيادة الأمريكية البريطانية الهولندية الأسترالية» والذي لم يدم طويلا.

## خلفية
ضَمن الاتفاق الثلاثي –بين دول المحور الثلاث: ألمانيا واليابان وإيطاليا– الدعم المتبادل، وفي يوليو عام 1941 انتفعت اليابان بذلك الاتفاق، حين أتاح لها ضعف فرنسا في أعقاب سقوطها في قبضة ألمانيا أن تحتل الصين الهندية الفرنسية (هي حيث الآن: فيتنام ولاوس وكمبوديا). قطع هذا طريق إمدادات على الكومينتانغ، الذي كانت تحاربه اليابان منذ عام 1937 في الحرب اليابانية الصينية الثانية، ووضع بين يدي الإمبراطورية اليابانية ساحلًا قبالة سراوق وبورنيو الشمالية، لدى بحر الصين. حولت اليابان عينها عن الحرب في الصين إلى الأهداف الاستراتيجية في المحيط الهادئ وجزر الهند الشرقية الهولندية. في ديسمبر ذلك العام هجمت اليابان على ممتلكات أمريكية في هاواي والفلبين، معلنة الحرب على الولايات المتحدة، وعجّلت بإعلان ألمانيا الحرب رسميًّا فجأةً على الولايات المتحدة بموجب الاتفاق.
كان لبورنيو إمكانيات نفطية كبيرة، في تاراكان وباليكبابان وبنجرماسين على سبيل المثال، إلى جانب أنها كانت واهنة الحماية والحراسة، فصارت هدفًا مهمًّا لليابان.